# Trnávka (přítok Dolního Dudváhu)
Trnávka je řeka na západním Slovensku, pravostranný přítok Dolního Dudváhu s délkou 42 km.
Pramení v Malých Karpatech, v podcelku Brezovské Karpaty, pod Vápenkovou skálou (469,4 m n. m.), v nadmořské výšce kolem 430 m n. m.
Nejprve teče východním směrem v prostoru jižně od obce Rozbehy, následně se stáčí na jih a protéká chatovou osadou Sokolské chaty. Při osadě Nespalovci přibírá pravostranný přítok a dále pokračuje jihovýchodním směrem. Opouští Malé Karpaty a vtéká do Podunajské pahorkatiny, podcelku Trnavská pahorkatina. Z levé strany přibírá Rakovou, teče kolem obcí Trstín a Bíňovce a vtéká do vodní nádrže Boleráz. Do přehrady ústí zprava Luhový potok (187,5 m n. m.) a Smolenický potok. Pod hrází pokračuje přes obec Boleráz, zprava přibírá Rakytu, pokračuje okrajem Klčovan a výrazněji rozšiřuje své koryto. Tok se dále horizontálně vlní, teče mezi obce Bohdanovce nad Trnavou (levý břeh) a Šelpice (pravý břeh) a vstupuje na území města Trnava. Město protéká víceméně severojižním směrem, jen na jihozápadním okraji Starého Města vytváří ostrou dvojitou zatáčku. Okrajem městské části Modranka protéká jihovýchodním směrem, ovšem za ní se opět stáčí více na jih (134,7 m n. m.). Přibírá svůj nejvýznamnější přítok, pravostrannou Parnou (134,8 m n. m.) a dále znovu teče na krátkém úseku k jihovýchodu. U obce Opoj se stáčí na jih, teče až k obci Majcichov, v jejíž blízkosti ústí do Dolního Dudváhu.